# Вишів
Виші́в — село в Україні, у Малинській міській територіальній громаді Коростенського району Житомирської області. Кількість населення становить 179 осіб (2001). У 1954—2020 роках — адміністративний центр колишньої однойменної сільської ради. До 1923 року — слобода.

## Загальна інформація
Розташоване за 40 км від Малина та за 28 км від залізничної станції Малин.

## Населення
У 1887 році в поселенні налічувалося 199 мешканців, у 1899 році — 374 жителі, дворів — 50, у 1906 році — 407 мешканців, дворів — 52, у 1911 році — 340 осіб, дворів — 52, у 1923 році — 477 мешканців, дворів — 91, у 1926 році — 488 осіб, дворів — 109.
На початок 1970-х років село мало 96 дворів із населенням 290 осіб.
Відповідно до результатів перепису населення СРСР, кількість населення, станом на 12 січня 1989 року, становила 239 осіб. Станом на 5 грудня 2001 року, відповідно до перепису населення України, кількість мешканців села становила 179 осіб.

### Мова
Розподіл населення за рідною мовою за даними перепису 2001 року:
| Мова       | Кількість | Відсоток |
| ---------- | --------- | -------- |
| українська | 168       | 93.85%   |
| російська  | 11        | 6.15%    |
| Усього     | 179       | 100%     |

## Історія
Перша письмова згадка — 1611 рік. Засноване у другій половині 19 століття як слобода. На початку 20 століття в поселенні був млин. У 1902 році відкрито сільське однокласне училище.
У 1906 році — слобода Ново-Вороб'ївської волості (1-го стану) Овруцького повіту Волинської губернії. Відстань до повітового центру, м. Овруч, становила 63 версти, до волосного центру, с. Нові Вороб'ї — 12 верст. Найближче поштове відділення — містечко Малин.
У 1923 році — село; включене до складу новоствореної Рутвянської сільської ради, яка 7 березня 1923 року увійшла до складу новоутвореного Базарського району Коростенської округи. Розміщувалося за 8 верст від районного центру, міст. Базар, та 4 версти — від центру сільської ради, с. Рутвянка.
На фронтах Другої світової війни воювали 106 селян, 57 з них загинули, 76 нагороджені орденами й медалями. На їх честь встановлено обеліск слави.
В радянські часи в селі розміщувалася центральна садиба колгоспу. Господарство обробляло 3,2 тис. га сільськогосподарських угідь, у тому числі 2,4 тис. га ріллі, вирощували льон, картоплю, жито, озиму пшеницю. 14 працівників нагороджені орденами й медалями СРСР. У селі були восьмирічна школа, клуб, бібліотека, медичний пункт.
2 вересня 1954 року, відповідно до рішення Житомирського облвиконкому «Про перечислення населених пунктів в межах районів Житомирської області», в зв'язку з попереднім укрупненням сільських рад, село підпорядковане П'ятидубській сільській раді Базарського району. Одночасно центр цієї сільради перенесено до с. Вишів. 21 липня 1958 року, відповідно до рішення Житомирського облвиконкому № 709 «Про перейменування П'ятидубської сільської ради Базарського району та передачу з її складу окремих населених пунктів», село затверджене як адміністративний центр П'ятидубської сільської ради, яку перейменовано на Вишівську. 21 січня 1959 року, відповідно до рішення Житомирського ОВК № 36 «Про виконання Указу Президії Верховної Ради Української РСР від 21 січня 1959 року про ліквідацію Базарського і Потіївського районів Житомирської області», село, у складі сільської ради, передане до Малинського району Житомирської області.
12 червня 2020 року, відповідно до розпорядження Кабінету Міністрів України № 711-р «Про визначення адміністративних центрів та затвердження територій територіальних громад Житомирської області», територію та населені пункти Вишівської сільської ради включено до складу Малинської міської територіальної громади Коростенського району Житомирської області.